# Муреш (цинут)
Цинут Муреш або цинут Алба-Юлія (рум. Ținutul Mureș або Ținutul Alba-Iulia) — один із десятьох цинутів Румунського королівства з адміністративним центром у місті Алба-Юлія. Охоплював більшу частину населеної переважно угорцями Трансільванії.

## Історія
Цинути в Румунському королівстві було запроваджено у 1938 році задля більшої централізації державного управління, спричиненої бажанням короля Кароля II встановити у країні диктатуру. Ініційовані королем зміни до Конституції Румунії і закону про територіальне управління скасували поділ Румунії на 71 жудець, замість чого утворювалися десять цинутів, кожен з яких об'єднував по кілька колишніх жудеців. Цинут Муреш складався з дев'ятьох жудеців:
- Алба (рум. Alba), центр — Алба-Юлія
- Чук (рум. Ciuc), центр — Меркуря-Чук
- Фегераш (рум. Făgăraș), центр — Фегераш
- Муреш (рум. Mureș), центр — Тиргу-Муреш
- Одорхей (рум. Odorhei), центр — Одорхей
- Сібіу (рум. Sibiu), центр — Сібіу
- Тирнава-Маре (рум. Târnava-Mare), центр — Сігішоара
- Тирнава-Міке (рум. Târnava-Mică), центр — Тирневені
- Турда (рум. Turda), центр — Турда

Керували цинутами королівські резиденти, призначувані указом короля на шість років. У цинуті Муреш цю посаду обіймав румунський генерал Деніле Пап (рум. Dănilă Papp).
Цинути припинили існування у 1940 році після втрати Румунією частини своєї території на користь СРСР та держав Осі, а також зречення короля.